# جاي تايلور
جاي تايلور (3 أكتوبر 1967 في الولايات المتحدة - 4 يوليو 1998 في الولايات المتحدة) (بالإنجليزية: Jay Taylor)‏ هو لاعب كرة سلة أمريكي في مركز مدافع مسدد الهدف. لعب مع بروكلين نتس وويتشاتا فولز تكسانز وRockford Lightning ‏ وغراند رابيدز هوبز ‏ وLawton-Fort Sill Cavalry ‏.

## وصلات خارجية
- جاي تايلور على موقع إن بي أي (الإنجليزية)
- جاي تايلور على موقع سبورتس رفرنس (الإنجليزية)
- جاي تايلور على موقع كلية كرة السلة في سبورتس رفرنس.كوم (الإنجليزية)
- جاي تايلور على موقع ريلجم (الإنجليزية)
- جاي تايلور على موقع بروبوليرز (الإنجليزية)